# Nhân quyền tại Cộng hòa Dân chủ Nhân dân Triều Tiên
Vấn đề nhân quyền tại Cộng hòa Dân chủ Nhân dân Triều Tiên rất khó để đánh giá toàn diện vì nó bị xem là vấn đề bí mật và nhạy cảm ở quốc gia này, cũng như việc Triều Tiên thực thi chính sách đóng cửa với thế giới gây khó khăn cho việc tiếp cận các thông tin bên trong. Chính quyền Triều Tiên giám sát chặt chẽ từng người nước ngoài vào trong nước. Các đoàn cứu trợ quốc tế bị giám sát nghiêm ngặt và bị cấm đến những khu vực nhất định. Vì người dân không thể tự do xuất cảnh nên phần lớn hồ sơ về nhân quyền của Triều Tiên được xây dựng trên cơ sở các câu chuyện của những người tị nạn và đào tẩu. Theo quan điểm của chính quyền Triều Tiên phát trên kênh truyền hình nhà nước Thông tấn xã Trung ương Triều Tiên thì ở Triều Tiên, không hề có vấn đề gì về nhân quyền, và rằng nhà nước xã hội chủ nghĩa được nhân dân lập nên và tuyệt đối phục vụ vì nhân dân.
Trong khi rất khó khăn cho các tổ chức nhân đạo để hiểu rõ bức tranh toàn cảnh về tình hình nhân quyền ở Triều Tiên thì có một điều rất rõ ràng rằng nhà nước Triều Tiên đang kiểm soát hầu như tất cả mọi hoạt động dân sự cũng như quân sự trong nước. Người dân không thể tự do phát biểu chính kiến  và chính quyền sẽ bắt giam bất kỳ người nào nói xấu chế độ. Chỉ các hãng tin nhà nước mới được phép hoạt động và luôn ca ngợi Kim Nhật Thành.
Nhiều tổ chức nhân quyền và chính phủ các nước thường xuyên lên án Triều Tiên vi phạm nhân quyền, như tổ chức Ân xá Quốc tế. Đại hội đồng Liên Hợp Quốc thậm chí đã thông qua một nghị quyết trừng phạt vào năm 2008. Trong một báo cáo thường niên năm 2006 về thực trạng nhân quyền tại Triều Tiên của tổ chức được chính phủ Hoa Kỳ tài trợ có tên Freedom House đã lên án Nhà nước Triều Tiên là "một chế độ độc tài toàn trị và không có tự do". Chính quyền Triều Tiên đáp trả rằng những cáo buộc trên là can thiệp nội bộ Triều Tiên hòng làm giảm các giá trị của nó.
Năm 2004, Chính phủ Hoa Kỳ đã ban hành Đạo luật Nhân quyền Triều Tiên, trong đó lên án Triều Tiên vi phạm nhân quyền và đặt ra các bước hỗ trợ thúc đẩy nhân quyền tại Triều Tiên. Chính quyền Triều Tiên phủ nhận mọi báo cáo nhân quyền và cáo buộc những người tị nạn và đào tẩu bịa chuyện hòng lấy lòng phương Tây.
Vào tháng 2 năm 2014, Ban hội thẩm Văn phòng Cao ủy Nhân quyền Liên Hợp Quốc (OHCHR) ra báo cáo về vấn đề vi phạm nhân quyền ở Cộng hòa Dân chủ Nhân dân Triều Tiên là những tội ác chống lại loài người.

## Hệ thống luật pháp

### Hành quyết công cộng
Đảng Lao động Triều Tiên đã tái thực thi hình phạt hành quyết công cộng vào tháng 10 năm 2007 sau vài năm tạm dừng do vấp phải sự chỉ trích quyết liệt của quốc tế. Phần lớn các vụ tử hình rơi vào các loại tội phạm như bắt cóc, buôn lậu ma túy hay tham nhũng. Các tội khác như giết người, trộm cắp, phản quốc, hiếp dâm, kinh doanh bất hợp pháp, xem và phát tán các ấn phẩm của Hàn Quốc, v.v.. cũng có thể bị xử bắn. Các số liệu về tội phạm không được công bố rộng rãi.
Tháng 10 năm 2007, giám đốc một nhà máy ở tỉnh Pyongan Nam đã bị xử bắn trước 150.000 người trong một sân vận động vì tội thực hiện các cuộc gọi quốc tế từ 13 điện thoại khác nhau được lắp đặt dưới tầng hầm của nhà máy. Trong một vụ khác, 15 người đã bị hành quyết công khai vào năm 2008 vì tội vượt biên sang Trung Quốc.
Liên đoàn Nhân quyền Quốc tế (FIDH) cáo buộc Triều Tiên đã tiến hành hàng nghìn các vụ hành quyết kể từ thập niên 1950, trong đó số lượng lớn nhất tập trung vào những năm 1990 và 2000. Theo Yonhap, chính quyền đã hành quyết 60 người trước công chúng chỉ trong tám tháng đầu năm 2016, nhiều gấp đôi so với năm 2015 cũng như các năm trước đó. Theo thống kê của trang Daily NK, chính phủ Triều Tiên đã xử tử công khai gần 1.400 người trong giai đoạn từ năm 2000 đến 2013, trong đó số người bị hành quyết lên đến đỉnh điểm 160 nạn nhân vào năm 2009. Viện Thống nhất Quốc gia Hàn Quốc cũng cho biết đã thống kê có tổng cộng 1.382 vụ hành quyết đã diễn ra công khai trong giai đoạn 13 năm đó.
Một ủy ban của Đại hội đồng Liên Hợp Quốc cũng đã thông qua bản dự thảo, có sự hợp tác tài trợ của hơn 50 nước, thể hiện "sự quan ngại đặc biệt" về tình trạng vi phạm nhân quyền trên diện rộng tại CHDCND Triều Tiên, trong đó có các vụ hành quyết công cộng. Chính quyền Triều Tiên đã chỉ trích bản dự thảo là không chính xác và thành kiến, nhưng nó vẫn được gửi tới 192 quốc gia thành viên Đại hội đồng để biểu quyết.
Năm 2011, một sĩ quan quân đội và một phụ nữ đã bị hành quyết trước 500 người dân vì tội nhặt truyền đơn do Hàn Quốc thả qua khu Khu phi quân sự Triều Tiên. Đây được xem là một phần kế hoạch củng cố kiểm soát ý thức hệ của nhà lãnh đạo Kim Jong-il trong bước chuẩn bị cho con trai kế nhiệm."Public Executions over Leaflets". RFA. ngày 24 tháng 1 năm 2011.
Nhóm làm việc tư pháp chuyển tiếp có trụ sở tại Seoul cho biết đã xác định được vị trí của hàng trăm địa điểm hành quyết công khai ở Triều Tiên qua vệ tinh nhờ 610 người đào tẩu cung cấp cho họ. Nhóm không tiết lộ vị trí chính xác của 323 địa điểm vì họ lo ngại rằng Triều Tiên sẽ can thiệp, nhưng cho biết có tới 267 địa điểm nằm ở hai tỉnh phía đông bắc gần biên giới với Trung Quốc, khu vực xuất thân của hầu hết những người đào thoát được phỏng vấn. Báo cáo cho biết, các vụ hành quyết công khai ở Triều Tiên có thể được tiến hành ngay trong tù nhằm đe dọa các phạm nhân khác, hoặc gần các con sông, trên các cánh đồng và trên đồi, cũng như tại các khu chợ và sân trường – nơi mà những người dân khác và thành viên gia đình của những người bị kết án tử hình thường bị buộc phải tham gia chứng kiến. Nhóm này cũng cho biết họ đã ghi nhận 25 địa điểm mà chính quyền phơi xác người chết, và cũng tìm thấy các địa điểm có thể chứa các tài liệu hoặc bằng chứng liên quan đến các vụ giết người, bao gồm cả những ngôi mộ tập thể.

### Hệ thống nhà tù
Theo nhiều tổ chức quốc tế thì điều kiện trong các nhà tù của Cộng hòa Dân chủ Nhân dân Triều Tiên rất tồi tệ và nguy hiểm: Các tù nhân có thể bị tra tấn dã man. Có cả hành quyết tù nhân công khai hoặc bí mật, nhất là trong trường hợp tù nhân vượt ngục và với cả trẻ em. Cưỡng bức phá thai cũng khá phổ biến. Bị bỏ đói cũng là nguyên nhân khiến tỷ lệ tù nhân chết tăng cao, ngoài ra còn là do bệnh tật, tai nạn lao động hay tra tấn.
Chính quyền Triều Tiên phủ nhận tất cả các cáo buộc vi phạm nhân quyền trong các nhà tù, và quả quyết rằng luật tố tụng hình sự nghiêm cấm các hành động như vậy, thế nhưng các cựu tù nhân đã chứng nhận rằng có rất nhiều kiểu luật lệ tồn tại trong các nhà tù. Chính quyền cũng không cung cấp thông tin về các tù nhân cũng như về các nhà tù, và không cho phép bất kỳ tổ chức nhân quyền nào tiếp cận.
Năm 2002, cựu tù nhân Lee Soon-ok đã ra chất vấn trước Hạ viện Hoa Kỳ về việc bà bị đối xử thế nào trong nhà tù của Triều Tiên. Trong bản chứng nhận của mình, bà khẳng định "tôi chứng nhận rằng phần lớn trong số 6000 tù nhân có mặt tại nhà tù khi tôi bị bắt vào năm 1987 đã chết dưới chế độ nhà tù hà khắc cho tới khi tôi được thả vào năm 1992."
Các cựu tù nhân khác như Kang Chol-hwan và Shin Dong-hyuk cũng đã cung cấp các bằng chứng về tình trạng vi phạm nhân quyền trong các nhà tù Triều Tiên.
Hệ thống nhà tù Triều Tiên tồn tại riêng biệt với các trại tù chính trị (tiếng Triều Tiên là Kwan-li-so), dành cho các tội phạm chính trị; và các trại cải tạo (Kyo-hwa-so), dành cho những tội phạm phi chính trị. Các trại tù lớn như Yodok và Bukchang được tách thành hai khu: một khu dành cho tù nhân chính trị bị giam giữ suốt đời, khu còn lại tương tự như các trại cải tạo, nơi các tù nhân phải thụ án dài hạn với hy vọng mong manh rằng cuối cùng họ sẽ được trả tự do. Các trại tù này thường nằm ở những thung lũng núi hẻo lánh xa khu dân cư và có diện tích rất rộng, nhằm cách ly tù nhân với thế giới bên ngoài và giảm thiểu khả năng vượt ngục của họ.
Vào tháng 10 năm 2014, Triều Tiên lần đầu tiên thừa nhận rằng họ có các trại lao động. Choe Myong Nam, Bộ trưởng Bộ Ngoại giao Triều Tiên, cho biết: "Cả về luật pháp và thực tiễn, chúng tôi thực hiện việc cải tạo thông qua các trại giam lao động - không, các trung tâm giam giữ - nơi mọi người được cải tạo thông qua tinh thần và nhìn nhận về hành vi sai trái của họ".

#### Trại tù chính trị
Các trại giam giữ các tù nhân chính trị hoặc những người bị xem là phản động được đặt dưới sự quản lý của Sở An ninh. Ở Triều Tiên, tội phạm chính trị bao gồm rất nhiều loại, từ phạm tội vượt biên cho tới âm mưu lật đổ chế độ, và bị phạt rất nặng. Các tù nhân chính trị trong quá khứ phải tuân theo nguyên tắc trách nhiệm gia đình, có nghĩa là khi một người vào đây thì cả gia đình của họ (bao gồm cha mẹ, con cái, anh chị em và đôi khi cả ông bà) cũng sẽ bị bắt vào theo và bị giam đến hết đời mà không được xét xử theo một trình tự tố tụng nào. Tuy nhiên, kể từ năm 1994, nguyên tắc trách nhiệm gia đình này gần như bị loại bỏ.
Các tù nhân bị buộc phải lao động khổ sai với các công cụ hết sức thô sơ trong khai thác mỏ và nông nghiệp. Khẩu phần thức ăn ít ỏi khiến các tù nhân thường xuyên đối mặt với bệnh suy dinh dưỡng và tệ hơn là nạn chết đói. Hơn nữa, nhiều tù nhân bị tàn tật do tai nạn lao động, bỏng lạnh hoặc bị tra tấn quá mức trong trại. Điều kiện lao động khắc nghiệt và tình trạng thiếu thốn thức ăn cũng khiến nhiều tù nhân bị chết. Một ước tính cho biểt có 40% tù nhân đã chết vì suy dinh dưỡng. Có một hệ thống trừng phạt cứng nhắc trong trại. Tù nhân nào làm việc chậm chạp hoặc không nghe lời quản giáo cũng bị đánh đập hoặc tra tấn. Tù nhân nếu vượt ngục bị bắt lại hoặc ăn cắp thức ăn sẽ bị hành quyết công khai.
Lúc đầu có khoảng 12 trại tù chính trị trên toàn lãnh thổ Triều Tiên nhưng sau đó chúng được sáp nhập với nhau. Năm 1987, một cuộc bạo loạn của các tù nhân tại trại tập trung Onsong đã bị đàn áp khiến 5.000 người chết, và trại tù này cũng bị đóng cửa.. Ngày nay còn sáu trại tù chính trị trên khắp lãnh thổ Triều Tiên, chủ yếu nằm ở các tỉnh miền trung và đông bắc của đất nước.
Phần lớn các trại tù chính trị được phát giác từ lời kể của các cựu tù nhân và có thể dễ dàng định vị chúng bằng các hình ảnh vệ tinh.
| Trại tù chính trị          | Tên chính thức    | Diện tích          | Số lượng tù nhân |
| Trại tù chính trị Kaechon  | Kwan-li-so No. 14 | 155 km² (60 mi²)   | 15000            |
| Trại tù chính trị Yodok    | Kwan-li-so No. 15 | 378 km² (146 mi²)  | 46500            |
| Trại tù chính trị Hwasong  | Kwan-li-so No. 16 | 549 km² (212 mi²)  | 10000            |
| Trại tù chính trị Bukchang | Kwan-li-so No. 18 | 73 km² (28 mi²)    | 50000            |
| Trại tù chính trị Hoeryong | Kwan-li-so No. 22 | 225 km² (87 mi²)   | 50000            |
| Trại tù chính trị Chongjin | Kwan-li-so No. 25 | 0,25 km² (0,1 mi²) | 3000+            |

Một nhà báo Hàn Quốc tên Kang Chol-hwan là cựu tù nhân của trại tù chính trị Yodok, ông đã viết một cuốn sách (Bể thủy cung tại Bình Nhưỡng) kể về quãng thời gian bị giam trong tù. Nhà hoạt động nhân quyền Hàn Quốc Shin Dong-hyuk là người duy nhất đã trốn thoát khỏi trại tù Kaechon và đã kể về thời gian bị giam trong đó.

#### Trại cải tạo
Các trại cải tạo tội phạm do sở Nội vụ quản lý. Có sự phân biệt rõ ràng giữa các loại tội phạm thông thường và tội phạm chính trị, bởi vì những người đứng về phía phe xấu của các đảng phái có ảnh hưởng thường bị tố cáo trên cơ sở cáo buộc sai. Các tù nhân bị buộc phải nhận tội do bị đánh đập, tra tấn dã man (chẳng hạn, Lee Soon-ok bị bắt phải ngâm mình trong tuyết lạnh cùng với nhiều người khác, sáu trong số đó đã chết cóng vì không chịu được) và sau khi thú tội sẽ bị phạt tù dài hạn. Nếu không bị liệt vào những tội chính trị như không có liên lạc nào ở Hàn Quốc hoặc nhà thờ công giáo, các tù nhân được chuyển đến các trại cải tạo và thường sẽ ở đó trong vòng từ 6 tháng đến 3 năm. Điều này đồng nghĩa với việc họ thoát được án tử. Gia đình được phép biết họ ở đâu và được thả khi nào. Tuy nhiên, trước khi điều đó xảy ra ở trại giam, họ vẫn phải đối mặt với điều kiện sống khắc nghiệt trong trại. Các trại cải tạo là những khu phức hợp được bao quanh bởi tường cao và bảo vệ chặt chẽ, tương tự như các nhà tù chính trị. Tù nhân phải lao động như nô lệ trong các nhà máy. Nếu không hoàn thành chỉ tiêu công việc sẽ bị tra tấn và cách ly vào các phòng giam đặc biệt, quá nhỏ đến mức không đủ chỗ để đứng hoặc nằm. Sau những giờ lao động khổ sai, các tù nhân còn bị bắt phải học thuộc lòng các lời dạy của Kim Nhật Thành và Kim Chính Nhật.
Do điều kiện thấp kém của nhà tù cùng với sự tra tấn dã man mà rất nhiều tù nhân đã không thể sống sót cho tới khi mãn hạn tù. Thực tế có nhiều trường hợp các tù nhân được tha trước hạn vì sắp chết. Nhà tù không muốn xử lý thêm nhiều xác chết nên trả họ về gia đình. Cũng có trường hợp họ được tự do nhờ những dịp sinh nhật của người trong gia đình chủ tịch Kim Jong-un, nhưng hầu hết được thả trước thời hạn là do trại giam quá tải. Một nạn nhân sống sót đã đào thoát thành công cũng cho biết "nhiều người chết vì đói hoặc bệnh tật".
Có khoảng 15-20 trại cải tạo trên khắp Triều Tiên. Hai trại được phát hiện bởi vệ tinh và bị các cựu tù nhân tố giác:
| Trại cải tạo          | Tên chính thức    | Diện tích                   | Số phạm nhân |
| Trại cải tạo Kaechon  | Kyo-hwa-so No. 1  | 300 x 300 m (900 x 900 ft)  | 6000         |
| Trại cải tạo Chongori | Kyo-hwa-so No. 12 | 150 x 350 m (450 x 1050 ft) | 2000         |

Ngoài ra, còn có các trại khác cũng bị phát giác theo lời kể của một số cựu tù nhân:
- Kyo-hwa-so No. 3 Sinuiju (ca. 2500 tù nhân) ở tỉnh Bắc Pyongan
- Kyo-hwa-so No. 4 Kangdong (ca. 7000 tù nhân) ở tỉnh Nam Pyongan
- Kyo-hwa-so No. 8 Yongdam (ca. 3000 tù nhân) ở tỉnh Kangwon
- Kyo-hwa-so No. 22 Oro (ca. 1000 tù nhân) ở tỉnh Nam Hamgyong
- Kyo-hwa-so No. 77 Danchun (ca. 6000 tù nhân) ở tỉnh Nam Hamgyong

## Bắt cóc quốc tế
Trong nhiều thập kỷ sau Chiến tranh Triều Tiên, có nhiều thông tin cho rằng chính quyền Triều Tiên đã bắt cóc trái phép nhiều công dân nước ngoài, chủ yếu là người Hàn Quốc và Nhật Bản. Có nhiều lời khai rằng chín công dân châu Âu và một số công dân Hoa Kỳ cũng đã bị bắt cóc đến Triều Tiên. Trong nhiều năm, những thuyết này đã bị nhiều người chỉ trích chế độ bác bỏ là thuyết âm mưu; tuy nhiên, vào tháng 9 năm 2002, Kim Jong-Il đã thừa nhận một phần với Thủ tướng Nhật Bản Junichiro Koizumi về sự tham gia của các "thể chế đặc biệt" của Triều Tiên trong các vụ bắt cóc công dân Nhật Bản của Bắc Triều Tiên trong thời gian sáu năm từ 1977 đến 1983. Ông Kim chính thức thừa nhận đã bắt cóc 13 trong tổng số 17 công dân Nhật Bản. Chính phủ Nhật Bản cáo buộc Triều Tiên bắt cóc công dân của họ. Ông Kim tuyên bố rằng những người chịu trách nhiệm đã bị trừng phạt.
Năm nạn nhân còn sống được phép quay lại thăm Nhật Bản và quyết định không trở lại Triều Tiên. Đối với thêm tám người Nhật Bản bị bắt cóc, các quan chức tuyên bố cái chết do tai nạn hoặc bệnh tật; Nhật Bản nói rằng điều này vẫn chưa được thống kê và cho rằng những gì Triều Tiên tuyên bố về tro của nạn nhân Megumi Yokota không phải là sự thật.
Mặc dù đã thừa nhận các vụ bắt cóc các công dân Nhật với Thủ tướng Koizumi, chính phủ Triều Tiên vẫn tiếp tục phủ nhận các vụ bắt cóc các công dân nước ngoài khác và từ chối bất kỳ hợp tác nào để điều tra thêm các trường hợp nghi bắt cóc. Vào năm 2017, Hasuike, một cựu thủ tướng Nhật Bản từng công khai tuyên bố rằng "Thủ tướng Nhật Bản cần phải thăm lại Triều Tiên", thúc giục Thủ tướng Shinzo Abe thăm Triều Tiên để tiếp tục thảo luận về các vấn đề bắt cóc giữa Triều Tiên và Nhật Bản bằng cách tận dụng sự kiện Tuyên bố Bình Nhưỡng năm 1992.
Các quan chức của chính phủ Hàn Quốc cho rằng 486 người Hàn Quốc, chủ yếu là ngư dân, được cho là đã bị bắt cóc kể từ khi Chiến tranh Triều Tiên kết thúc. Những nạn nhân trong các vụ bắt cóc và các thành viên gia đình của họ đã cáo buộc Seoul làm quá ít hoặc không làm gì để giúp họ tự do. Hàn Quốc đã chính thức công nhận 480 người Hàn Quốc bị bắt giam tại Bắc Triều Tiên. Ngay cả sau Chiến tranh Triều Tiên, Triều Tiên bị cáo buộc bắt cóc những người Hàn Quốc như Kim Dong-shik, người bị bắt cóc vào ngày 16 tháng 1 năm 2000 và Jin Gyeong-suk, một người Bắc Triều Tiên đào tẩu sang Hàn Quốc bị bắt cóc vào ngày 8 tháng 8 năm 2004.
Vào tháng 11 năm 2013, một nhóm dân sự, Hiệp hội Gia đình Những người bị bắt cóc trong Chiến tranh Triều Tiên (KWAFA), bao gồm các thành viên gia đình của những người Hàn Quốc bị bắt cóc đến Triều Tiên trong Chiến tranh Triều Tiên, cho biết họ sẽ đưa nhà lãnh đạo Triều Tiên Kim Jong-un ra Tòa án Hình sự Quốc tế (ICC) để tố cao hành vi giam giữ bất hợp pháp những người bị bắt cóc và không giải quyết các vụ lạm dụng liên quan.

## Các quyền tự do dân sự và chính trị

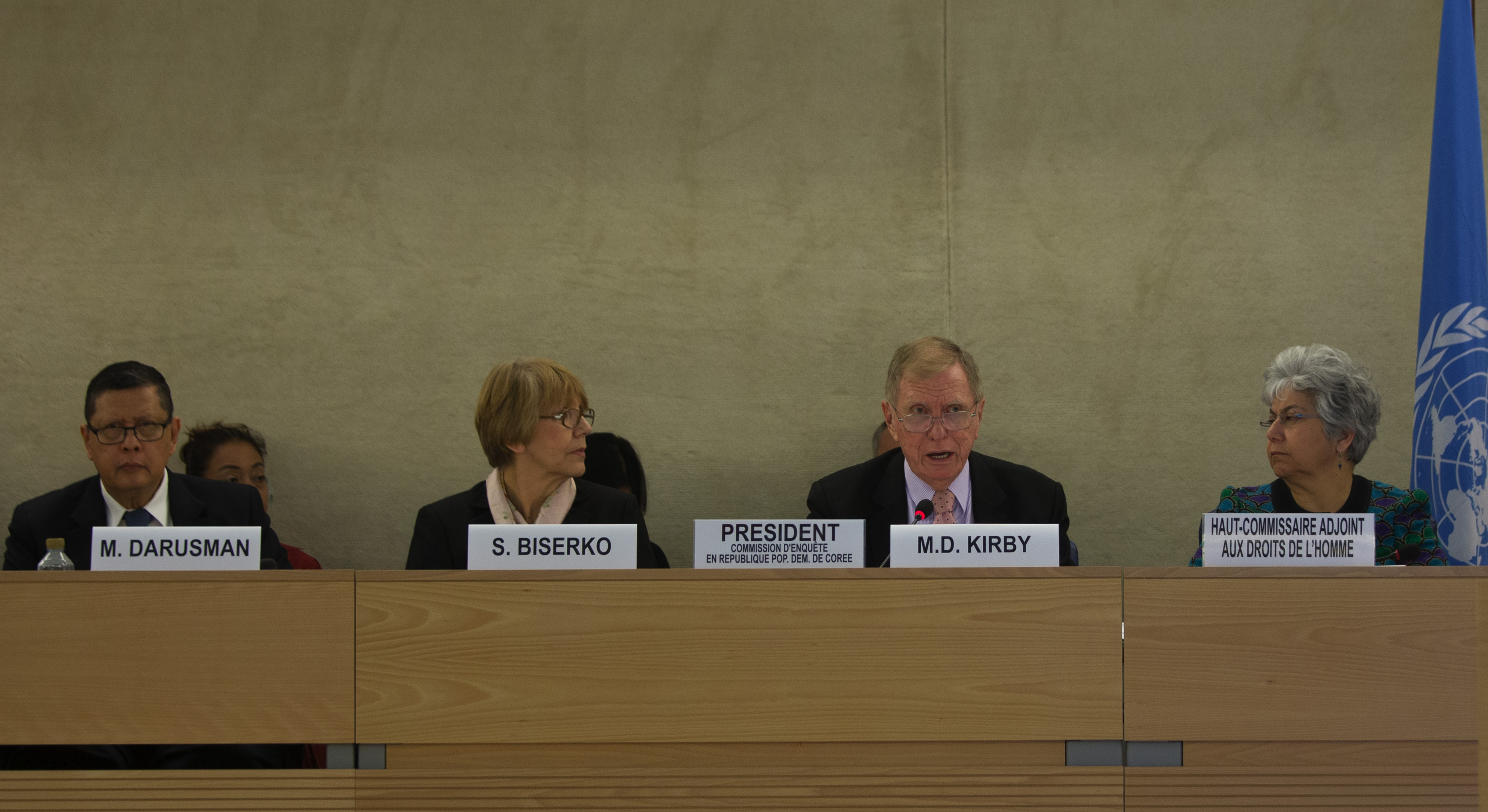
Ủy ban Điều tra của Liên Hợp Quốc đã tìm thấy những bằng chứng về các hoạt động vi phạm nhân quyền có hệ thống, tàn bạo và có tính chất lan rộng ở Triều Tiên.

Văn phòng Cao ủy Nhân quyền Liên Hợp Quốc đã chính thức thừa nhận hàng loạt các vụ vi phạm nhân quyền trên diện rộng tại Triều Tiên. Dưới đây là nguyên văn đoạn trích từ Nghị quyết Nhân quyền 2005/11 của Liên Hợp Quốc chỉ đích danh Triều Tiên.
| “ | Tra tấn và trừng phạt theo các hình thức tàn ác và vô nhân tính, hành quyết công cộng, giam giữ tùy tiện, thiếu thủ tục tố tụng hợp lý, và các quy định của pháp luật, tử hình vì động cơ chính trị, tồn tại một số lượng lớn nhà tù và lạm dụng hình thức lao động cưỡng bức; Trừng phạt những người hồi hương từ nước ngoài bằng các hình thức quy tội phản quốc, rồi giam giữ, tra tấn vô nhân đạo, hoặc tử hình; Hạn chế nghiêm trọng các quyền tự do tư tưởng, tự do lương tâm, tự do tôn giáo, tự do biểu đạt chính kiến, hội họp hòa bình, tự do lập hội; hạn chế nghiêm trọng quyền tiếp cận thông tin và tự do di chuyển trong nước và ra nước ngoài của người dân; Liên tục vi phạm các quyền con người cơ bản và các quyền tự do của phụ nữ, đặc biệt tệ nạn buôn phụ nữ vì mục đích mại dâm hoặc hôn nhân cưỡng ép; khuyến khích phá thai cưỡng bức thông qua lao động nặng nhọc; giết hại con cái của những người hồi hương, trong các trại giam giữ và trại cải tạo. | ” |

### Quyền của người lao động
Triều Tiên là một trong số ít quốc gia trên thế giới không thuộc Tổ chức Lao động Quốc tế (ILO). Tuy nhiên, các công ước của ILO được coi là tiêu chuẩn lao động quốc tế bất kể việc phê chuẩn. Đảng Lao động Triều Tiên cầm quyền kiểm soát chặt chẽ tổ chức công đoàn được ủy quyền duy nhất, Tổng Liên đoàn Công đoàn Triều Tiên.
Theo Tổ chức Theo dõi Nhân quyền, trẻ em (một số dưới 11 tuổi) bị buộc phải làm việc trong các trang trại và công trường xây dựng theo lệnh của chính phủ, đồng thời có thể bị trường học yêu cầu thu gom kim loại phế liệu và các vật liệu khác để bán. Lao động có thể nặng và trẻ em sống ở Kwalliso (trại tù chính trị) của đất nước cũng bị buộc phải làm những công việc nặng nhọc.

### Tự do ngôn luận
Hiến pháp Triều Tiên đảm bảo quyền tự do ngôn luận và hội họp của công dân. Tuy nhiên, các điều khoản khác yêu cầu người dân sống theo đường lối xã hội chủ nghĩa. Chính quyền trừng phạt nặng những người chỉ trích hay than phiền về chính sách quốc gia, có thể đẩy những người này vào các trại cải tạo. Tất cả phương tiện truyền thông đều bị nhà nước kiểm soát; không ai được phép thu sóng của các đài nước ngoài, nếu vi phạm sẽ bị trừng phạt rất nặng.
Có rất nhiều tổ chức dân sự nhưng tất cả đều nằm dưới sự kiểm soát của nhà nước, đều phải ca ngợi chế độ và Kim Chính Nhật cùng với cha ông ta là Kim Nhật Thành. Những người đào thoát cho biết việc ca ngợi và tôn sùng cá nhân là một trong những chức năng chính của hầu như tất cả phim ảnh, kịch diễn và sách vở được sản xuất trong nước.
Ngày 03 tháng 1 năm 2011, một sĩ quan quân đội Triều Tiên và một người phụ nữ đã bị xử bắn trước 500 người dân vì tội nhặt truyền đơn do Hàn Quốc thả qua vĩ tuyến 38. Thân nhân của hai người này cũng bị nhốt vào trại cải tạo.

### Tự do tôn giáo

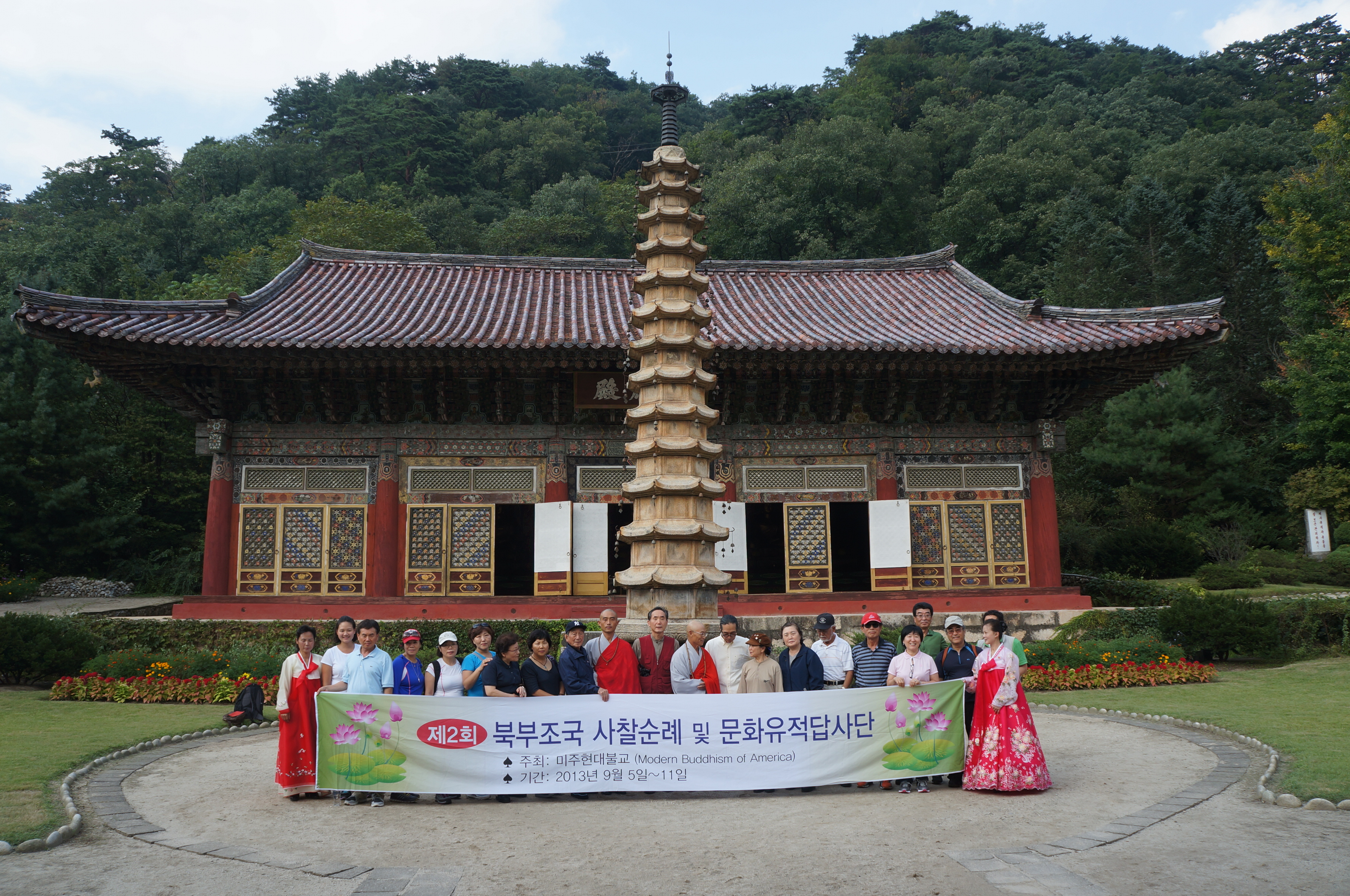
Phái đoàn của nhóm "Phật giáo Mỹ hiện đại", thuộc cộng đồng người Triều Tiên tại New York, ở chùa Phật giáo Pohyonsa thuộc tỉnh Pyongan Bắc năm 2013

Chính quyền Triều Tiên ước tính rằng có khoảng 100.000 phật tử, 10.000 tín đồ Tin Lành, và 4.000 tín đồ Thiên Chúa Giáo tại 500 nhà thờ, trong khi ước tính của các nhóm liên quan đến nhà thờ quốc tế và Hàn Quốc cao hơn đáng kể. Ngoài ra, Đảng Chondoist Chongu, một phong trào tôn giáo truyền thống được chính phủ chấp thuận, có khoảng 15.000 học viên.
Có các tổ chức tôn giáo hoạt động nhằm mục đích kết nối liên lạc với bên ngoài, nhất là khu vực gần biên giới Trung Quốc, làm các công việc giúp đỡ người tị nạn, hay vận chuyển bí mật kinh thánh vào trong nội địa.
Các tổ chức Thiên Chúa giáo phương Tây cho biết những người đào thoát đã kể về những vụ việc chính quyền bắt giữ và xử tử những người vận chuyển kinh thánh bí mật và những thành viên của các nhà thờ Thiên Chúa giáo ngầm. Do Triều Tiên là đất nước không thể tiếp cận và do đó không thể thu thập thông tin kịp thời, việc hoạt động này liệu còn tiếp diễn hay không vẫn khó xác minh.

#### Đàn áp Thiên Chúa giáo và Phật giáo
Theo tổ chức Tự do Thiên Chúa giáo, Triều Tiên là nước đi đầu trong số các quốc gia đàn áp Cơ đốc nhân. Hội đồng Cơ đốc giáo trên toàn thế giới nói rằng có rất nhiều báo cáo về việc những người bị đưa vào trại tù và bị tra tấn và đối xử vô nhân đạo vì đức tin của họ. Người ta ước tính rằng 50.000–70.000 Cơ đốc nhân bị giam giữ trong các trại tù của Bắc Triều Tiên. Có những báo cáo về các vụ hành quyết công khai các Cơ đốc nhân. Ví dụ, Ri Hyon-ok đã bị hành quyết công khai tại Ryongchon vào ngày 16 tháng 6 năm 2009 vì vận chuyển kinh thánh, trong khi chồng và con của bà bị đày đến trại tù chính trị Hoeryong. Nếu nhà chức trách phát hiện ra rằng những người tị nạn Bắc Triều Tiên bị trục xuất từ Trung Quốc đã chuyển sang Cơ đốc giáo, họ sẽ bị đối xử tồi tệ hơn, tra tấn và cầm tù kéo dài. Chính phủ coi các hoạt động tôn giáo là tội phạm chính trị, vì chúng có thể thách thức sự sùng bái cá nhân của Kim Nhật Thành và gia tộc của ông.
Từ năm 1949 đến giữa những năm 1950, dưới sự cai trị của Kim Nhật Thành, tất cả các nhà thờ đều bị đóng cửa. Theo AsiaNews, tất cả các linh mục Công giáo không phải là người nước ngoài đều bị hành quyết, và các nhà lãnh đạo Tin lành không từ bỏ đức tin của họ đã bị thanh trừng vì được cho là "gián điệp của Mỹ". khi tiến trình phong chân phước được bắt đầu cho họ. Chỉ có 60 trong số 400 ngôi chùa Phật giáo còn sót lại sau cuộc đàn áp tôn giáo vào những năm 1950. 1.600 nhà sư đã bị giết, biến mất trong các trại tù hoặc bị buộc phải cải tà quy chính. Những ngôi chùa còn lại hiện được bảo tồn là di sản văn hóa quốc gia. Những người đào tẩu Bắc Triều Tiên báo cáo rằng các "nhà sư" làm việc trong chính phủ đang làm công việc chăm sóc và hướng dẫn du lịch, nhưng họ không thấy sự thờ phượng thực sự. Như đã báo cáo, hầu hết các Phật tử ngại công khai hành đạo trong các khu vực chùa và chỉ thực hành tôn giáo của họ trong bí mật. Tuy nhiên, vào những dịp đặc biệt, các nghi lễ đã được chính quyền cho phép.
Kể từ năm 1988, bốn nhà nhà thờ đã được xây dựng ở Bình Nhưỡng với sự quyên góp của nước ngoài: một Công giáo, hai Tin lành và một Chính thống giáo Nga. Tuy nhiên, họ chỉ mở cửa cho người nước ngoài và công dân Triều Tiên không được vào. Dịch vụ này được sử dụng để thu ngoại tệ từ du khách nước ngoài, bao gồm cả người Hàn Quốc. Do đó, rõ ràng là các nhà thờ ở đó chỉ nhằm mục đích tuyên truyền. Trên danh nghĩa, hiến pháp Bắc Triều Tiên bảo vệ tự do tôn giáo, miễn là nó không được sử dụng để làm tổn hại đến nhà nước hoặc trật tự xã hội. Tuy nhiên, trên thực tế, không có tự do tôn giáo thực sự, và chính phủ hạn chế nghiêm ngặt hoạt động tôn giáo ngoại trừ trường hợp nó được giám sát bởi các tổ chức chính phủ.

### Tự do di chuyển
Người dân không được phép tự do di chuyển trong nước hoặc ra nước ngoài. Các hoạt động xuất và nhập cảnh luôn bị kiểm soát rất chặt chẽ. Chỉ có các quan chức mới được phép sở hữu hoặc thuê mượn ô tô. Chính quyền phân phối hạn chế xăng dầu và các phương tiện di chuyển khác do thường xuyên thiếu nhiên liệu, chủ yếu vì lệnh cấm vận với Bắc Triều Tiên từ Hoa Kỳ và các quốc gia khác. Các bức ảnh chụp vệ tinh cho thấy ngay cả đường phố ở các thành phố cũng vắng bóng hoặc thưa thớt các phương tiện đi lại. Việc cưỡng bức di chuyển vì động cơ chính trị là khá phổ biến.
Những người tị nạn Triều Tiên chạy sang Trung Quốc thường bị chính quyền Trung Quốc bắt phải hồi hương, sau đó bị đưa vào các trại cải tạo và bị tra tấn, đánh đập thường xuyên. Lý do là vì chính quyền Triều Tiên xem bất kỳ ai bị trục xuất về nước là những kẻ đào tẩu hoặc thậm chí phản quốc. Hình phạt sẽ càng nặng nếu những người này có liên lạc với các tổ chức phi chính phủ của Hàn Quốc hoặc các tổ chức tôn giáo, có thể là bị tra tấn hoặc thậm chí bị hành quyết một khi những người đào thoát bị buộc phải trở về nước.
Chỉ những người trung thành nhất với chế độ và giàu có nhất mới được phép sống ở thủ đô Bình Nhưỡng. Những người bị buộc tội hoặc bị nghi ngờ nổi loạn sẽ buộc phải chuyển về các vùng quê; những người tàn tật hoặc tâm thần cũng bị ép phải rời khỏi thành phố (ngoại lệ duy nhất là những cựu quân nhân đã chiến đấu trong chiến tranh Triều Tiên). Vì vậy, sống trong các thành phố là một đặc quyền không dễ gì có được.

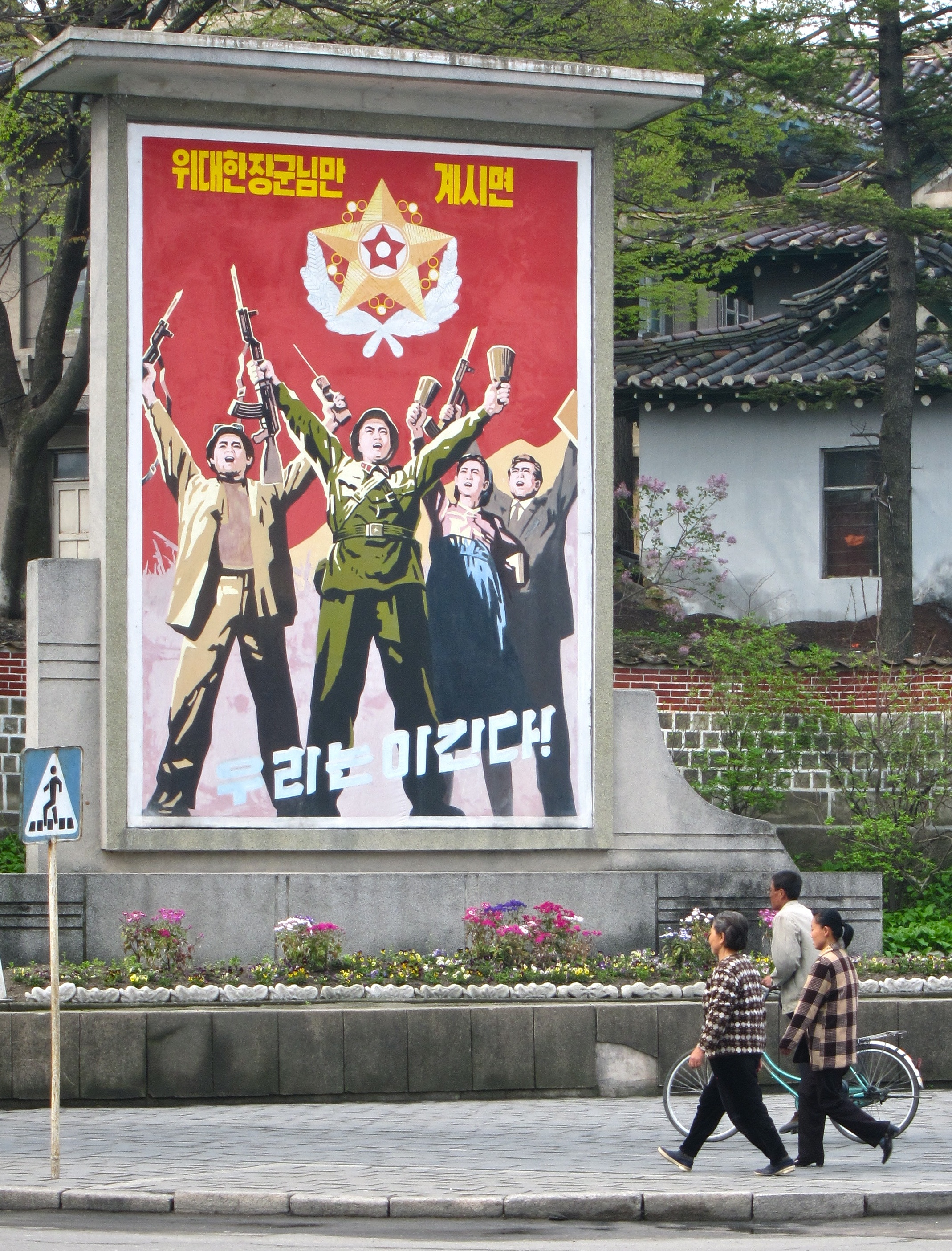
Một bích chương tuyên truyền ở CHDCND Triều Tiên

### Tự do báo chí
Tổ chức Phóng viên không biên giới xếp Cộng hòa Dân chủ Nhân dân Triều Tiên đứng gần cuối (trước Eritrea) danh sách xếp hạng tự do báo chí trên thế giới do Tổ chức xuất bản. Mặc dù Hiến pháp đảm bảo quyền tự do báo chí nhưng thực tế thì tất cả các phương tiện truyền thông đều được nhà nước kiểm soát chặt chẽ. Truyền thống nhà nước hầu như giành toàn bộ thời lượng để tuyên truyền chính trị và cổ vũ tinh thần sùng bái Kim Nhật Thành và Kim Chính Nhật. và hiện tại là Kim Jong-un. Các chương trình nhấn mạnh vào nỗi thống khổ do quân đội Hoa Kỳ và Nhật Bản đã gây ra mà nhân dân Triều Tiên chịu đựng. Mặc dù giới học giả phương Tây công nhận rằng chính Triều Tiên đã gây chiến trước nhưng sách lịch sử của Triều Tiên lại dạy rằng Triều Tiên mới là nạn nhân của chiến tranh Triều Tiên.
Tổ chức Phóng viên không biên giới cho biết rằng các máy thu hình trong nước Triều Tiên đều được cài đặt trước để chỉ có thể bắt được sóng của các đài nhà nước, và được dán tem cẩn thận để ngăn chặn các hành vi can thiệp của người sử dụng. Việc thu sóng các đài nước ngoài là một hành vi phạm tội nghiêm trọng. Năm 2003, Đảng Lao động Triều Tiên đã phát động chiến dịch kiểm tra tem dán trên toàn bộ các máy thu hình và âm thanh trên toàn quốc.

### Quyền của các nhóm thiểu số
Cộng hòa Dân chủ Nhân dân Triều Tiên là một trong những nước có sự thuần nhất dân số cao trên thế giới, và hầu như không có các làn sóng di cư ồ ạt. Trong các tội ác phản nhân loại mà Liên Hợp Quốc thống kê ở Triều Tiên, tội duy nhất mà chính phủ Triều Tiên không phạm phải là phân biệt chủng tộc.
Trong số rất ít những người nhập cư sẵn sàng đến Triều Tiên có vợ hoặc chồng người Nhật (thường là vợ) của những người Triều Tiên trở về từ Nhật Bản từ năm 1955 đến đầu những năm 1980. Những người Nhật này đã bị buộc phải hòa nhập, và phần lớn, những người trở về nói chung được báo cáo là không được chấp nhận hoàn toàn vào xã hội Bắc Triều Tiên (với một số ngoại lệ, chẳng hạn như những người trở thành một phần của chính phủ). Những người nước ngoài đến thăm đất nước thường bị giám sát nghiêm ngặt bởi những người quản lý của chính phủ và bị cấm vào một số địa điểm nhất định.
Năm 2014, sau khi Hội đồng Nhân quyền Liên Hợp Quốc công bố một báo cáo về nhân quyền ở Triều Tiên và đề nghị giới thiệu đến Tòa án Hình sự Quốc tế, Thông tấn xã Trung ương Triều Tiên (KCNA) đã phản ứng bằng một bài báo có nội dung xúc phạm đồng tính đối với tác giả của bản báo cáo Michael Kirby, gọi ông là người đồng tính nam công khai. Bài báo của KCNA tiếp tục nói rằng hôn nhân đồng tính "không bao giờ có thể tìm thấy ở CHDCND Triều Tiên, vốn tự hào về tinh thần lành mạnh và đạo đức tốt, và đồng tính luyến ái đã trở thành mục tiêu chỉ trích của công chúng ngay cả ở các nước phương Tây. Trên thực tế, điều đó thật vô lý đối với một kẻ đồng tính như vậy lại đi giải quyết vấn đề nhân quyền của nước khác.".

### Quyền của người khuyết tật
Là một quốc gia thành viên của Công ước Quốc tế về các Quyền Kinh tế, Xã hội và Văn hóa (ICESCR) và Công ước về Quyền trẻ em (CRC), Triều Tiên có các nghĩa vụ quốc tế bao gồm việc không được phân biệt đối xử với những người dân bị khuyết tật.
Ngày 22 tháng 3 năm 2006, hãng tin AP đưa tin rằng một bác sĩ người Triều Tiên đào thoát sang Hàn Quốc đã kể rằng những đứa trẻ dị tật bẩm sinh sẽ nhanh chóng bị giết và chôn ngay lập tức. Một báo cáo của Liên Hợp Quốc cũng đề cập đến việc những người tàn tật bị dồn về các trại đặc biệt. Những người mắc chứng bệnh tự kỷ và các bệnh thần kinh khác cũng bị ngược đãi.
Tuy nhiên, tổ chức từ thiện Khuyết tật Quốc tế báo cáo rằng họ đã hoạt động ở Triều Tiên từ năm 1999 để hỗ trợ Liên đoàn Bảo vệ Người tàn tật Triều Tiên, bao gồm hỗ trợ các trung tâm chỉnh hình phục vụ hàng nghìn người tàn tật. Năm 2006, Ủy ban Chữ thập đỏ Quốc tế đã báo cáo rằng họ đã hỗ trợ thành lập một trung tâm phục hồi chức năng cho người tàn tật ở Bình Nhưỡng. Chiến dịch Quốc tế Cấm bãi mìn báo cáo rằng Triều Tiên "có một hệ thống toàn diện để trợ giúp người khuyết tật; tuy nhiên, hệ thống này bị hạn chế bởi tình hình kinh tế chung của đất nước". CHDCND Triều Tiên lần đầu tiên tham gia Thế vận hội dành cho người khuyết tật Paralympic năm 2012.
Tuy nhiên, báo cáo viên đặc biệt về nhân quyền ở CHDCND Triều Tiên, Marzuki Darusman, đã nêu những điều sau trong báo cáo của mình trước phiên họp thứ hai mươi hai của Hội đồng Nhân quyền Liên hợp quốc:
Ngay từ năm 2003, Ủy ban Nhân quyền đã bày tỏ mối quan tâm sâu sắc trước tình trạng "ngược đãi và phân biệt đối xử đối với trẻ em khuyết tật". Kể từ năm 2006, Đại hội đồng đã liên tục chỉ trích "các báo cáo liên tục về vi phạm nhân quyền và các quyền tự do cơ bản của người khuyết tật, đặc biệt là về việc sử dụng các trại tập thể và các biện pháp cưỡng chế nhằm vào quyền của người khuyết tật được quyết định một cách tự do và có trách nhiệm về số lượng và khoảng cách của con cái họ. " Trong khi đó vào năm 2006, Báo cáo viên Đặc biệt đã lưu ý "cho đến nay, những người khuyết tật được đưa đi khỏi thành phố thủ đô, và đặc biệt là những người khuyết tật tâm thần bị giam giữ trong các khu vực hoặc trại được gọi là 'Phường 49' với các điều kiện khắc nghiệt và vô nhân đạo."

### Mại dâm cưỡng bức
Nhóm "Tiếng nói Phụ nữ Quốc tế" (A Woman's Voice International) cáo buộc rằng nhà nước CHDCND Triều Tiên tuyển những cô gái từ 14 tuổi tới làm việc trong các Kippumjo, thực chất là làm công việc mua vui cho các lãnh đạo cao cấp. Hiện vẫn chưa rõ liệu những cô gái nhỏ này có tham gia vào quan hệ tình dục hay không, hay chỉ làm công việc ca múa. Tổ chức trên cũng cho biết những cô gái này được cho sẽ phải cưới những cận vệ của Kim Jong Il khi họ tròn 25 tuổi.

### Phá thai cưỡng bức
Trung Quốc trả lại tất cả những người tị nạn từ Triều Tiên, bị coi là những người nhập cư bất hợp pháp, thường giam họ trong một cơ sở ngắn hạn trước khi bàn giao lại cho Bình Nhưỡng. Tờ New York Times (Mỹ) tuyên bố những phụ nữ bị nghi có thai với đàn ông Trung Quốc sẽ bị ép phá thai; những đứa trẻ sinh ra còn sống cũng bị giết. Phá thai khi đã đủ tháng được thực hiện bằng cách tiêm; trẻ sinh non hoặc trẻ sơ sinh đủ tháng đôi khi bị giết nhưng phổ biến hơn là vứt bỏ vào xô hoặc hộp rồi chôn đi. Chúng có thể sống vài ngày trong thùng tiêu hủy.

## Các quyền kinh tế-văn hóa-xã hội
Nền kinh tế của Triều Tiên là nền kinh tế kế hoạch hóa tập trung, toàn bộ hoạt động kinh tế theo kế hoạch, nhà nước quản lý. Người dân không được thực hiện kinh tế tư nhân, phải tham gia thành phần kinh tế nhà nước (như hợp tác xã, xí nghiệp nhà nước). Chế độ phân phối vẫn bằng tem phiếu.
Ngay cả khi những mầm mống của kinh tế tư nhân đang xuất hiện thì chính quyền Bình Nhưỡng cũng sẽ tìm cách dập tắt nó. Trong thập niên 1990, Triều Tiên nhận thấy rằng họ không còn khả năng hoàn tất các nghĩa vụ của hệ thống kế hoạch hóa tập trung. Kết quả là nền kinh tế nước này bị buộc phải chấp thuận một số nguyên tắc của thị trường tự do. Áp lực thị trường tự do từ người dân được thúc đẩy mạnh thêm trong thời kỳ diễn ra nạn đói cùng lúc đó. Tuy nhiên, năm 2009, Triều Tiên bất ngờ tung ra đợt cải cách trưng thu tiền tệ, nhằm trấn áp các thị trường tư đang manh nha và vực dậy chủ nghĩa xã hội.
Tình trạng thiếu điện, nước ở quốc gia này thường xuyên xảy ra do lệnh trừng phạt nhiều thập kỷ của phương Tây. Nạn đói Bắc Triều Tiên vào thập niên 1990 khiến hàng triệu người chết. Vào thời điểm ấy, chính quyền vẫn ngăn cản việc phân phối nhanh chóng và công bằng khoản viện trợ lương thực từ quốc tế, trong khi người dân nước này bị hạn chế quyền tự do đi lại, điều này sẽ cho phép người dân đi kiếm ăn. Báo cáo cho thấy chính phủ Bắc Triều Tiên đã" không thực hiện được nhiệm vụ duy trì và bảo vệ quyền có lương thực của người dân và các hành động của chế độ đã làm trầm trọng thêm ảnh hưởng của nạn đói và khủng hoảng lương thực. Nhiều nơi người dân phải ăn cỏ, rễ cây thay lương thực. Theo Ủy ban Nhân quyền ở Triều Tiên, nguyên nhân xảy ra tình trạng thiếu lương thực của Triều Tiên trong những năm 1990 là do con người - hiện tượng nhân tạo (chế độ) và điều đó với những điều chỉnh chính sách hợp lý - chẳng hạn như duy trì nhập khẩu lương thực theo điều kiện thương mại hoặc tích cực tìm kiếm sự hỗ trợ đa phương - chính phủ Bắc Triều Tiên đã có thể tránh được nạn đói và thiếu lương thực. Thay vào đó, trong một nỗ lực tuyệt vọng nhằm bảo tồn các nguồn lực cho chính phủ, Bình Nhưỡng đã chặn viện trợ nhân đạo và chuyển hướng các nguồn lực cho quân đội.

## Số người chết
Các ước tính dựa trên điều tra dân số của Triều Tiên cho thấy rằng 240.000 đến 420.000 người đã chết do nạn đói ở Triều Tiên và tỷ lệ tử vong quá mức trong cả giai đoạn từ năm 1993 đến 2008 là từ 600.000 đến 850.000 người. Nạn đói được mô tả là kết quả của các chính sách kinh tế kém hiệu quả của chính phủ Bắc Triều Tiên hoặc có thể là "nạn đói khủng bố" có chủ ý. Đồng tác giả cuốn Sách đen chủ nghĩa cộng sản Pierre Rigoulot tuyên bố đã có 100.000 vụ hành quyết đã xảy ra, 1,5 triệu người chết trong các trại tập trung và 500.000 người chết vì nạn đói, khiến số nạn nhân liên quan tới các hành động vi phạm nhân quyền của Triều Tiên lên đến 2,1 triệu người (chưa kể 1,3 triệu binh lính và thường dân đã thiệt mạng ở cả hai bên chiến tuyến trong chiến tranh Triều Tiên). Jefferson cũng cho biết trong Chiến tranh Triều Tiên, CHDCND Triều Tiên đã thảm sát 29.000 dân thường trong 3 tháng đầu tiên chiếm đóng lãnh thổ Hàn Quốc.

## Báo cáo quốc tế
Vào tháng 2 năm 2014, Ban hội thẩm Văn phòng Cao ủy Nhân quyền Liên Hợp Quốc (OHCHR) ra báo cáo về những hành động vi phạm nhân quyền ở Cộng hòa Dân chủ Nhân dân Triều Tiên là những tội ác chống lại loài người. Cuộc điều tra kéo dài một năm đã cung cấp bằng chứng về các tội ác đã được thực hiện trong các nhà tù, trại tập trung, trại lao động và mang tính chất lan rộng, diễn ra có hệ thống và nhắm mục đích duy trì quyền lực chính trị. Ngoài ra, cũng đã có những vụ bắt cóc công dân từ Nhật Bản và Hàn Quốc. Tòa án Hình sự Quốc tế ở The Hague được giao phó với việc điều tra chi tiết các tội ác này. Các đại diện của CHDCND Triều Tiên tại Liên Hợp Quốc ở New York mô tả đó là những cáo buộc vô căn cứ của phương Tây và cho biết Triều Tiên sẽ không bao giờ chấp nhận điều này. Dù có lời kêu gọi truy tố, ít có khả năng các nhà lãnh đạo Bắc Triều Tiên sẽ phải đối mặt với công lý do cần phải có một quyết định của Hội đồng Bảo an Liên Hợp Quốc để đưa vụ việc ra trước Tòa án Hình sự Quốc tế; trong khi Trung Quốc, một thành viên thường trực của tổ chức này và là đồng minh của CHDCND Triều Tiên, lại có quyền phủ quyết.